# Eugène-Augustin van Outryve d'Ydewalle
Eugène-Augustin van Outryve d'Ydewalle (Brugge, 2 april 1797 - Ruddervoorde, 19 september 1854) was een Brugs edelman en stamvader.

## Levensloop
Ridder Eugène Augustin Désiré van Outryve d'Ydewalle was een zeer begeerde nakomeling, zoals zijn derde voornaam het aangaf. Na vijf zusters en twee broers die kort na de geboorte gestorven waren, was hij de enige hoop op het verder doorgeven van de naam.
Hij was de zoon van Emmanuel-Louis van Outryve d'Ydewalle die toen al tweeënvijftig was en van zijn tweede vrouw Anne de l'Espée. Het gezin woonde in het herenhuis (later bekend als Arentshuis) aan de Dyver, naast het Gruuthusepaleis. Eugène kreeg als dooppeter burggraaf Charles Le Bailly de Marloop, ooit de belangrijkste man in het graafschap Vlaanderen en schoonbroer van Emmanuel-Louis.
In 1821 trouwde Eugène met Clémence van Severen (Brugge, 8 december 1801 - 16 februari 1873), enige dochter van de vermogende Bernard Van Severen en Anne-Marie de Stoop. Van Severen had tijdens opeenvolgende regimes een belangrijke rol gespeeld in de stad Brugge en de provincie West-Vlaanderen. Onder het Verenigd Koninkrijk der Nederlanden werd Eugène (uiteraard) lid van de ridderschap in de provincie West-Vlaanderen, nadat zijn vader in 1822 om heropname in de erfelijke adelstand had gevraagd.
De openbare functies van Eugène beperkten zich tot een lidmaatschap van de gemeenteraad van Brugge (1836-1839 en 1842-1845). Voor het overige was hij vooral actief in godsdienstige en caritatieve organisaties:
- lid (1819) en proost (1841) van de Edele Confrérie van het Heilig Bloed
- lid van het Armenbestuur voor de Sint-Jacobsparochie.
- lid van de Conferentie van Sint-Vincentius a Paulo, waarvan in 1851 in Brugge een afdeling werd gesticht ten huize Eugène d'Ydewalle.

Als Brugse woonst nam hij van zijn tante Petronilla de Stappens - van Outryve het huis Casselberg in de Hoogstraat over. Als zomerverblijf erfde hij van zijn schoonvader het kasteel Raepenburg in Ruddervoorde, wat meteen gedurende verschillende generaties een nauwe band zou tot stand brengen tussen deze gemeente en de familie van Outryve d'Ydewalle. Hij had ook van zijn oom, kanunnik Georges van Outryve, het Hooghuis geërfd in Oostrozebeke, bakermat van de familie. Elk jaar bracht hij er de kermisdagen door. Zijn uitgestrekte eigendommen brachten heel wat werk met zich mee. Hiermee en met zijn caritatieve activiteiten, had hij een volle dagtaak.
Het huwelijk van Outryve - van Severen was vruchtbaar. Er kwamen acht kinderen, onder wie twee zoons, Eugène-Edouard van Outryve d'Ydewalle en Charles-Julien van Outryve d'Ydewalle die voor heel wat nakomelingen zorgden en aldus de naam van Outryve d'Ydewalle voor uitsterven behoedden.
In de zomer van 1854 ging Eugène, als armenmeester, tijdens een tyfusepidemie de zieken aan huis bezoeken en verzorgen. Hij werd zelf door de ziekte gegrepen en overleed. Het jongste kind van het gezin was op dat moment veertien jaar oud.